# Martin Schroyens
Martin Schroyens (16 februari 1930 - 26 november 2011) was een Belgisch voetballer. Schroyens was een verdediger.

## Carrière
Schroyens speelde zijn carrière slechts voor dezelfde club: Beerschot VAC. Schroyens was veertien jaar lang een vaste waarde voor de club. Hij speelde in 1952 eveneens drie interlands voor de Rode Duivels. Zijn eerste interland speelde hij op 24 februari 1952 tegen Italië.
Schroyens overleed op 26 november 2011 op 81-jarige leeftijd.